# Orthotrichum praemorsum
Orthotrichum praemorsum là một loài rêu trong họ Orthotrichaceae. Loài này được Venturi mô tả khoa học đầu tiên năm 1890.